# Mariasilvia Spolato
Mariasilvia Spolato (Padova, 26 giugno 1935 – Bolzano, 31 ottobre 2018) è stata un'attivista per i diritti LGBT italiana.
È stata una delle pioniere del movimento per i diritti delle persone omosessuali e la prima donna in Italia a dichiarare pubblicamente la propria omosessualità. Per questa ragione venne discriminata e perseguitata.

## Biografia
Nacque a Padova il 26 giugno 1935 e nella stessa città nel 1961 conseguì la laurea con 85/110 in scienze matematiche. Per un periodo lavorò e visse a Milano. Trasferitasi a Roma, nel 1971 fondò il Fronte di Liberazione Omosessuale (FLO), movimento poi confluito nel Fronte Unitario Omosessuale Rivoluzionario Italiano (F.U.O.R.I.) e insieme ad Angelo Pezzana fondò la rivista Fuori! nel 1971 alla cui redazione collaborò firmando molti articoli. Nel 1972 partecipò alla manifestazione dell'8 marzo a Roma portando - per la prima volta in Italia - un cartello del Movimento di Liberazione Omosessuale. Le fotografie della sua partecipazione alla manifestazione vennero pubblicate dal settimanale Panorama e questo le creò dei problemi.
Partecipò alla "Stonewall italiana", ovvero la manifestazione di protesta per il primo Congresso internazionale di Sessuologia del CIS (Centro Italiano di Sessuologia) che come tema aveva i “Comportamenti devianti della sessualità umana” e che si svolse al Casinò di Sanremo dal 5 all’8 aprile 1972; in quell'occasione fu intervistata, dichiarando il proprio nome e cognome, dal Corriere della Sera. 

Mariasilvia Spolato durante la manifestazione romana del 1972

Sempre nel 1972 partecipò alla manifestazione dell'8 marzo in Piazza Campo dei Fiori (Roma). Per quanto non facilmente distinguibile è la signora al centro della foto.
Tra il 1973 e il 1974 promuove "LIB", il bollettino del collettivo romano del F.U.O.R.I., che uscirà per 28 numeri. Per alcuni anni fece parte del gruppo chiamato Pompeo Magno(dalla via della sede) poi chiamatosi Movimento Femminista Romano.
Il suo attivismo LGBT e la pubblicazione di libri sullo stesso tema portarono il Ministero dell'Istruzione a licenziarla, con la motivazione di essere «indegna» all'insegnamento. Il procedimento fu iniziato dopo l’8 marzo 1972 dall’allora ministro Riccardo Misasi e portato a termine dal suo successore, Oscar Luigi Scalfaro . Per via del suo orientamento sessuale venne allontanata dalla sua famiglia e senza fissa dimora vagò per varie città italiane, dormendo in una tenda tetto da auto. In seguito a una grave infezione a una gamba venne ricoverata in un ospedale di Bolzano e successivamente accolta nella casa di riposo Villa Armonia, dove visse gli ultimi anni di vita.
Nel 2024, le fu dedicata a Bolzano, all'interno del parco Petrarca, una panchina con un suo ritratto artistico.

## Opere
- Mariasilvia Spolato, I movimenti omosessuali di liberazione, Milano, Asterisco Edizioni[9][10], 2019. (Introduzione di Elena Biagini, contributo di Dacia Maraini)
- Mariasilvia Spolato, I movimenti omosessuali di liberazione, Roma, La nuova Sinistra, 1972. (prefazione di Dacia Maraini)[11]
- Mariasilvia Spolato, Gli insiemi e la matematica: Con 120 esercizi 1969/1972, Bologna, Zanichelli, 1970.[12]